# Championnat d'Asie de l'Ouest de football 2008
Navigation
Jordanie 2007 Liban 2010
Le Championnat d'Asie de l'Ouest de football 2008 est la 5e édition de la compétition de football opposant les équipes des pays et territoires situés en Asie de l'Ouest. Elle est organisée par la Fédération d'Asie de l'Ouest de football (WAFF). Initialement prévue au Liban, la phase finale est déplacée et organisée en Iran, pays tenant du titre. En compensation, le Liban sera désigné pays hôte de l'édition 2010.

Comme pour les éditions précédentes, les 6 nations membres de la WAFF participent à la compétition. Cependant, deux d'entre elles déclarent forfait : l'Irak, qui a vu son équipe nationale démantelée et le Liban. Deux sélections sont invitées à participer au tournoi : Oman et le Qatar.

Un premier tour voit les équipes réparties en 2 poules de 3, où chacun affronte une fois ses adversaires. Les 2 premiers de chaque poule sont qualifiés pour la phase finale, disputée en demi-finales et finale.

C'est l'équipe d'Iran, tenant du titre et pays hôte, qui remporte la compétition pour la quatrième fois.

## Équipes participantes
- Iran (Pays organisateur)
- Jordanie
- Palestine
- Syrie
- Irak - Forfait remplacée par  Oman - Invitée
- Liban - Forfait remplacée par  Qatar - Invitée

## Compétition

### Groupe A
| Classement final |           |     |   |   |   |   |    |    |      |
|                  | Équipe    | Pts | J | G | N | P | BP | BC | Diff |
| 1                | Iran      | 6   | 2 | 2 | 0 | 0 | 9  | 1  | +8   |
| 2                | Qatar     | 3   | 2 | 1 | 0 | 1 | 2  | 6  | -4   |
| 3                | Palestine | 0   | 2 | 0 | 0 | 2 | 0  | 4  | -4   |

| 7 août  | Iran  | 3 | 0 | Palestine |
| 9 août  | Qatar | 1 | 0 | Palestine |
| 11 août | Iran  | 6 | 1 | Qatar     |

| 7 août 2008 | Iran                                           | 3 - 0 | Palestine | Stade Takhti, Téhéran                      |                                            |
|             | Rahmati 29e (pen.) · Rezaei 40e · Rafkhaei 86e |       |           | Spectateurs : 5 000 Arbitrage : Ahmad Delo | Spectateurs : 5 000 Arbitrage : Ahmad Delo |

| 9 août 2008 | Qatar           | 1 - 0 | Palestine | Stade Takhti, Téhéran |
|             | Al-Shammari 72e |       |           |                       |

| 11 août 2008 | Iran                                                                                | 6 - 1 | Qatar        | Stade Takhti, Téhéran                         |                                               |
|              | Meydavoudi 10e, 90e · Alenemeh 33e · Aghili 49e (pen.) · Hajsafi 61e · Rafkhaei 80e |       | Abdullah 52e | Spectateurs : 5 000 Arbitrage : Yousef Shahin | Spectateurs : 5 000 Arbitrage : Yousef Shahin |

### Groupe B
| Classement final |          |     |   |   |   |   |    |    |      |
|                  | Équipe   | Pts | J | G | N | P | BP | BC | Diff |
| 1                | Jordanie | 4   | 2 | 1 | 1 | 0 | 3  | 1  | +2   |
| 2                | Syrie    | 4   | 2 | 1 | 1 | 0 | 2  | 1  | +1   |
| 3                | Oman     | 0   | 2 | 0 | 0 | 2 | 2  | 5  | -3   |

| 7 août  | Jordanie | 0 | 0 | Syrie |
| 9 août  | Syrie    | 2 | 1 | Oman  |
| 11 août | Jordanie | 3 | 1 | Oman  |

| 7 août 2008 | Jordanie | 0 - 0 | Syrie | Stade Takhti, Téhéran |  |
|             |          |       |       |                       |  |

| 9 août 2008 | Syrie                   | 2 - 1 | Oman      | Stade Takhti, Téhéran |  |
|             | Ibrahim 11e · Abadi 71e |       | Saleh 47e |                       |  |

| 11 août 2008 | Jordanie                               | 3 - 1 | Oman               | Stade Takhti, Téhéran |  |
|              | Abdel Fattah 6e · Al-Nawateer 71e, 84e |       | Katkoot 26e (pen.) |                       |  |

### Tableau final
|  | Demi-finales | Demi-finales |      |   | Finale | Finale |
|  | Demi-finales | Demi-finales |      |   | Finale | Finale |
|  |              |              |      |   |        |        |
|  |              |              |      |   |        |        |
|  |              |              |      |   |        |        |
|  | Iran         | 2            |      |   |        |        |
|  | Iran         | 2            |      |   |        |        |
|  | Syrie        | 1            |      |   |        |        |
|  | Syrie        | 1            | Iran | 2 |        |        |
|  |              |              | Iran | 2 |        |        |
|  |              | Jordanie     | 1    |   |        |        |
|  | Jordanie     | Jordanie     | 1    | 3 |        |        |
|  | Jordanie     |              |      | 3 |        |        |
|  | Qatar        | 0            |      |   |        |        |
|  | Qatar        | 0            |      |   |        |        |

#### Demi-finales
| 13 août 2008 | Iran                           | 2 - 0 | Syrie | Stade Takhti, Téhéran                             |                                                   |
|              | Rahmati 6e (pen.) · Rezaei 52e |       |       | Spectateurs : 4 000 Arbitrage : Mohammad Abdollah | Spectateurs : 4 000 Arbitrage : Mohammad Abdollah |

| 13 août 2008 | Jordanie                             | 3 - 0 | Qatar | Stade Takhti, Téhéran |
|              | Al-Sheikh 45e · Deeb 71e · Saify 90e |       |       |                       |

#### Finale
| 15 août 2008 | Iran                            | 2 - 1 | Jordanie | Stade Azadi, Téhéran                              |                                                   |
|              | Aghili 21e (pen.) · Rahmati 85e |       | Deeb 82e | Spectateurs : 10 000 Arbitrage : Mohammad Zarooni | Spectateurs : 10 000 Arbitrage : Mohammad Zarooni |

| Championnat d'Asie de l'Ouest 2008 Vainqueur Iran Quatrième titre |